# Бартлотт, Вильгельм
Вильгельм Бартлотт (нем. Wilhelm Barthlott, род. 22 июня 1946 года, Форст) — немецкий ботаник. Он стал известен после открытия им эффекта лотоса.
Бартлотт был первым ботаником, кто с 1970-х годов систематически использовал растровый электронный микроскоп для исследования поверхностей растений.
Лауреат премии «Золотой кактус».